# Werksbahnen bei Miniera di Murlo
| Ponte Nero über den Crevole |                                                                                         |                                           |                                           |
| Bergwerksbahn (rot) Bahnstrecke Siena–Grosetto (gelb, 1872) Bahnstrecke Siena–Monte Atico (grün, 1927) |                                                                                         |                                           |                                           |
| Streckenlänge: | Feldbahn: 2 km Normalspurbahn: 22,2 km                                                  |                                           |                                           |
| Spurweite: | Feldbahn: 520 mm Normalspurbahn: 1435 mm Schmalspurbahn: 950 mm Decauville-Bahn: 600 mm |                                           |                                           |
| |                                                                                         |                                           |                                           |
| \| \| 3 \| Bergwerke Roma, Pratacci, Uzac und Torino \| Bergwerke Roma, Pratacci, Uzac und Torino \| \| \| 0 \| Umladestelle \| Umladestelle \| \| \| 0 \| Umladestelle \| Umladestelle \| \| \| 22,2 \| Bhf Monte Antico, Civitella Paganico \| Bhf Monte Antico, Civitella Paganico \| |                                                                                         |                                           |                                           |
| U-Bahn-Betriebs-/Güterbahnhof Streckenanfang (Strecke außer Betrieb) | 3                                                                                       | Bergwerke Roma, Pratacci, Uzac und Torino | Bergwerke Roma, Pratacci, Uzac und Torino |
| U-Bahn-Betriebs-/Güterbahnhof Streckenende (Strecke außer Betrieb) | 0                                                                                       | Umladestelle                              | Umladestelle                              |
| Betriebs-/Güterbahnhof Streckenanfang (Strecke außer Betrieb) | 0                                                                                       | Umladestelle                              | Umladestelle                              |
| Kopfbahnhof Streckenende (Strecke außer Betrieb) | 22,2                                                                                    | Bhf Monte Antico, Civitella Paganico      | Bhf Monte Antico, Civitella Paganico      |

Die Werksbahnen bei Miniera di Murlo verbanden vom 1. Dezember 1880 bis 1944 die Bergwerke von Murlo mit dem Bahnhof Monte Antico in der Gemeinde Civitella Paganico.

## Geschichte
Der Ortsteil Miniere di Murlo entstand um 1830 südlich des Castello Murlo, als dort oberhalb des Torrente Crevole die ersten Bergwerke zur Gewinnung von Braunkohle in Betrieb genommen wurden. Die Società Anonima della Miniera Carbonifera di Murlo förderte dort ab 1872 Braunkohle.  Die Compagnie Française des Charbonnage de Pienza übernahm 1876 den Bergbaubetrieb und stellte ihre Produkte und Aktivitäten 1881 auf der Esposizione Industriale Italiana in Mailand aus und veröffentlichte darüber eine Broschüre mit vielen Fotos.
Die Braunkohlevorkommen befanden sich auf den Ländereien der Herren Ferretti, Taddei, Petrucci und Pieve di Murlo, aber um 1881 beuteten sie nur die Herren Ferretti und Taddei in vier Bergwerken aus, die die Namen Roma, Pratacci, Uzac und Torino trugen. Die kohleführende Schicht befand sich im frühen Miozän unter einer Schicht von weißen Ton (Lehm). Die um 15°–45° geneigte Braunkohleschict lag unter einer Schicht von weißem Ton (Lehm) und über einer Schicht von modifiziertem Gabbro Rosso. Im Bergwerk Roma war sie 5–6 Meter dick, in den Bergwerken Pratacci und Uzac etwa 4 Meter und im Bergwerk Torino 2,5 Meter. Die Braunkohle von Murlo sah schwarz aus, glänzte nicht sehr und gab ein schokoladenbraunes Pulver ab, wenn sie frisch ausgegraben wurde. Sie enthält kein Pyrit und hinterließ daher bei der Verbrennung nur weiße Asche, ohne Schlacken zu bilden. Der Brennwert der Braunkohle lag bei ca. 3600 kcal/t (15 MJ/t). Der Aschegehalt betrug 9 bis 12 %. Sie enthielt etwa 15 % Wasser und konnte nicht getrocknet werden, so dass sie in diesem Zustand verbrannt werden musste. Die Braunkohle wurde im Tagebau und in unterirdischen Stollen abgebaut.
Die Produktion der Bergwerke von Murlo wuchs von 2.000 Tonnen im Jahr 1876 schnell auf 10.000 Tonnen im Jahr 1880. Im März 1881 wurden bereits mehr 150 Arbeiter beschäftigt. Die Società generale per l’Industria delle Ligniti Italiane betrieb den Bergbau von 1886 bis 1894. Nach der Inbetriebnahme der Normalspurbahn sank der Bedarf für Braunkohle, weil höherwertige Steinkohle kostengünstig mit der Bahn aus anderen Bergwerken Italiens transportiert werden konnte. Daher war ein wirtschaftlicher Betrieb der Bergwerke schwierig, so dass der Bergbau 1894 vorübergehend eingestellt wurde.

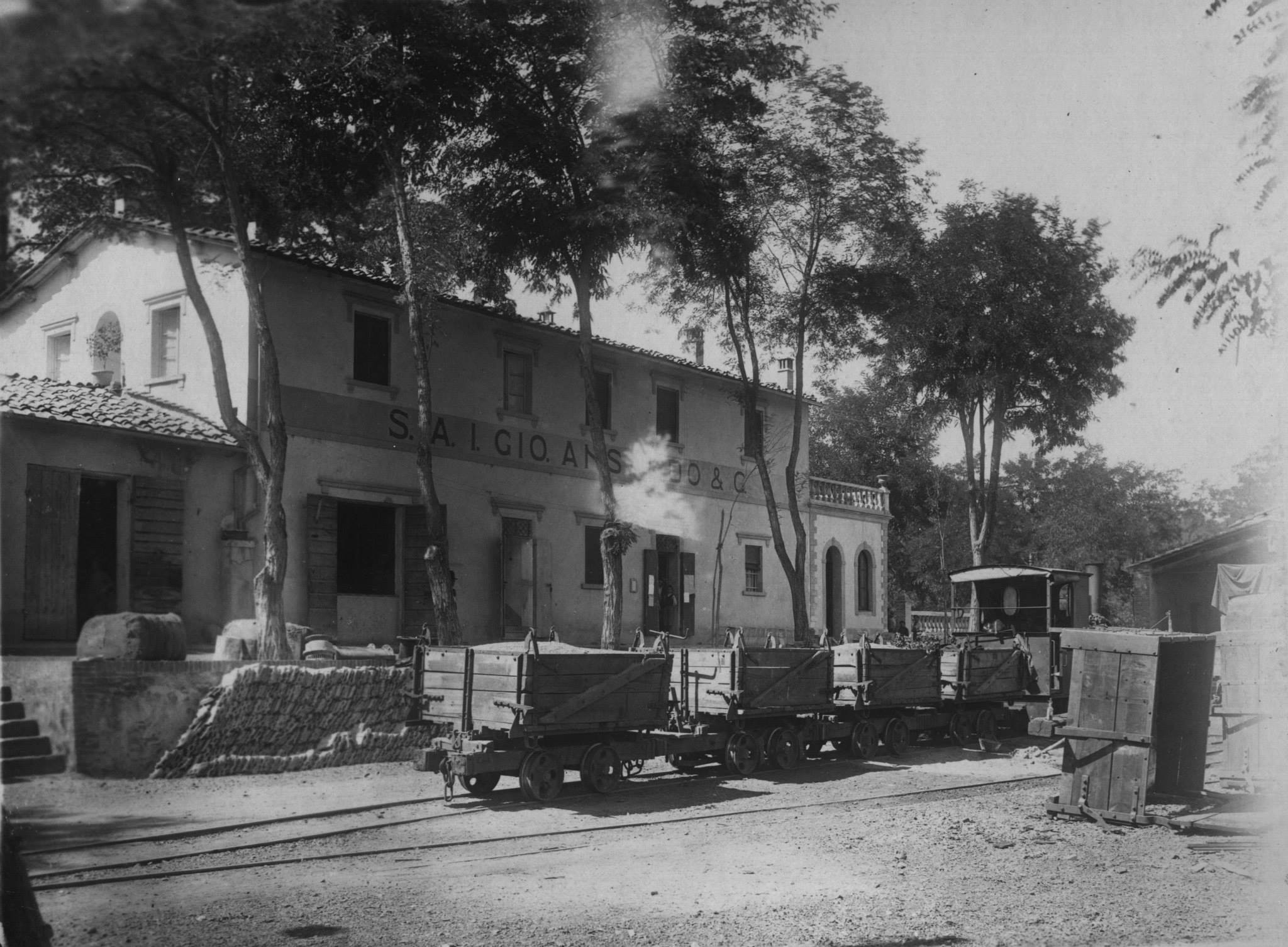
S.A.I. Gio. Ansaldo & C. in Miniera di Murlo

Von 1918 bis 1949 waren die Minen aber nochmal aktiv. Die Firma S.A.I. Ansaldo spurte die stillgelegte Normalspurbahn auf eine Spurweite von 950 mm um, da Schmalspurlokomotiven kostengünstig zu beschaffen und zu betreiben waren und für den Betrieb vollkommen ausreichten. Ansaldo stellte 1922 den Betrieb ein, als die Trasse der Werksbahn von La Befa nach Monte Antico für den Bau der 1927 eingeweihten Eisenbahnstrecke Siena-Buonconvento-Monte Antico enteignet wurde.
Im Jahr 1940 wurde der Bergbau durch die Società Miniere Carbonifere di Murlo wieder aufgenommen, die dafür auf der alten Trasse vorgefertigte Gleisjoche des Typs Decauville mit 600 mm Spurweite bis nach Befa verlegte, wo ein Depot errichtet wurde, von dem aus die Braunkohle auf die Züge der Neubaustrecke nach Grosseto verladen wurde. Im Jahr 1944 machten die von deutschen Pionieren verursachten Schäden an der Eisenbahnstrecke nach Grosseto diese für die Bergwerke von Murlo unbrauchbar, die kurz darauf ihren Betrieb wieder einstellten. Von 1951 bis 1968 wurde die Geschäftsführung schließlich auf die Società Calce, Cementi, Carboni e Laterizi di Murlo übertragen, die jedoch keinerlei Tätigkeit ausübte.

## Bergbau- und Bahnbetrieb

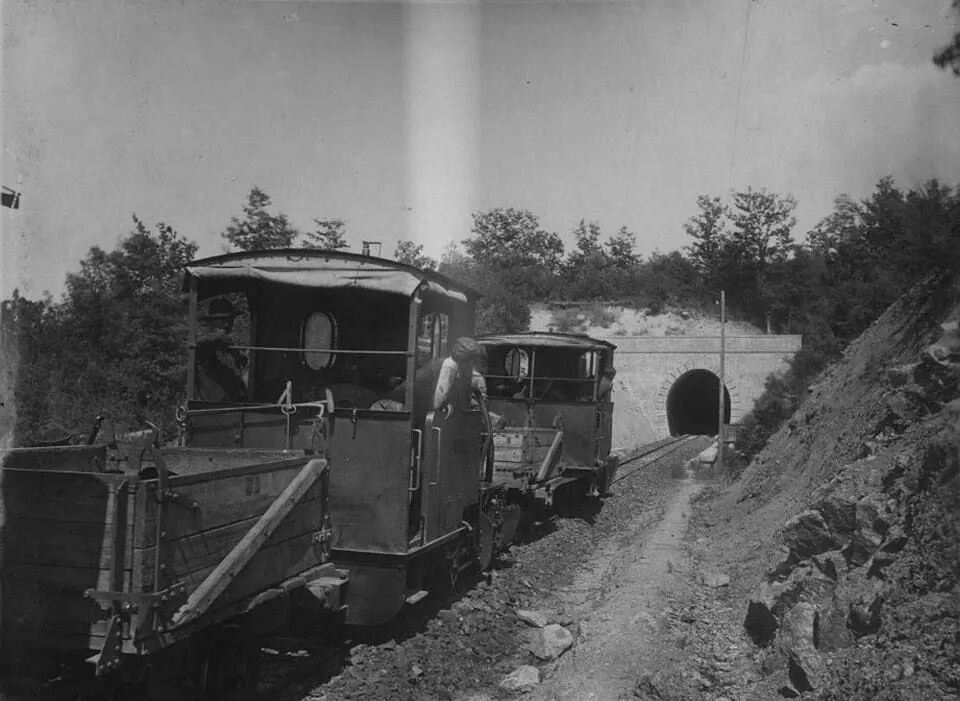
Feldbahnbetrieb mit Vorspannlok

Die Kohle wurde anfangs auf einer 3 km langen Feldbahnstrecke mit einer Spurweite von 510 mm transportiert. Die Feldbahnwagen hatten eine Tragfähigkeit von jeweils ca. 330 kg. Sie waren mit Bremsen ausgestattet und wurden in den Stollen durch die Schwerkraft bzw. mit Seilzügen angetrieben und über Tage mit Pferden, die je nach Streckenabschnitt Züge mit 6 bis 10 Wagen zogen. Am Bahnhof Murlo angekommen, wurden sie entweder mit Hilfe von Trichtern, an deren oberen Ende sich ein beweglicher Wippboden befand oder direkt in die Eisenbahnwagen der Normalspurbahn entladen oder in Lagerhäusern eingelagert, wenn keine Eisenbahnwagen bereitstanden.
Die Gesellschaft besaß zwei Normalspur-Lokomotiven und eigene Normalspur-Eisenbahnwagen, die auf allen Normalspur-Strecken des italienischen Königreichs verkehrten. Das Unternehmen besitzt eine 22,2 km lange Werksbahn, die am Bahnhof Monte Antico über ein etwa 1,3 km langes Anschlussgleis an die römische Eisenbahn angeschlossen war. Diese Bahnstrecke, die durch die Täler von Ombrone und Crevole führte, war mit Bögen mit einem Radius von 150 Metern und einer Steigung von maximal 24 Promille kostengünstig verlegt worden. Der Verkehr erfolgte bergab und die Züge konnten aus 13 Wagen bestehen. Sie war mit einem Telegrafenleitung ausgestattet und das Büro von Murlo, das mit dem von Monte Antico verbunden ist, war seit dem 1. Dezember 1880 für die Öffentlichkeit zugänglich.
Bei den Bergwerken von Murlo befand sich eine Braunkohlebrikettfabrik und eine mechanische Werkstatt, die für den Bau und die Reparatur von beweglichem und stationärem Material im Besitz des Unternehmens zuständig war.